# 禁止
禁止（きんし）とは、ある行為を行ってはいけないこと、またはその状態をいう。

## 概要
禁止の態様としては、宗教・道徳などを通じてその価値観に反する行為を禁止することや、支配者・権力者がその目的を果たすために被支配者・権力に服する者に自身の意向・命令に反する行為を禁止することなどがある。明示的である場合も、黙示的である場合もある。現在では、禁止とは法令違反のことをいうことが多い（駐車禁止）。
- ｢法規範による禁止｣
禁止によって特定の行為にでないこと（不作為）が法規範によって強制されている（義務付けられている）場合には、人は法規範を通じて不作為を命じられることになる。その状態を｢不作為義務を負う｣と形容することがある。
- ｢行政行為としての禁止｣